# 科普莱特斯区
科普莱特斯区是美国地质调查局太空地质学研究计划（Astrogeology Research Program）对火星表面划分的30个区域之一，编号为MC-18。
科普莱特斯区覆盖了火星西经45°至90°、南纬0°至30°的区域。